# Calcio Catania 1980-1981
Questa voce raccoglie le informazioni riguardanti il Calcio Catania nelle competizioni ufficiali della stagione 1980-1981.

## Stagione
La stagione 1980-1981 di Serie B disputata dal Catania è di fatto una A2 per le presenze di Milan e Lazio, declassate a causa del calcio scommesse. La partenza più importante è quella di Carlo Borghi passato in Serie A al Catanzaro. Dal vivaio torinista arriva la punta Alessandro Bonesso, dal Cagliari lo stopper Francesco Ciampoli. Dopo la Coppa Italia e solo tre partite di campionato viene cambiato l'allenatore campano o Lino De Petrillo e richiamato per la quarta volta negli ultimi sette anni Guido Mazzetti. Il suo Catania disputa un onorevole campionato cadetto, con un cedimento nel finale a salvezza acquisita. Chiude in tredicesima posizione con 35 punti. Il torneo promuove in Serie A Milan, Genoa e Cesena. Ottimo il campionato di Lorenzo Barlassina, centrocampista che con sette reti è stato il miglior realizzatore della squadra.

## Rosa
| N. |                   | Ruolo | Calciatore           |
| -- | ----------------- | ----- | -------------------- |
|    | Italia (bandiera) | D     | Alessandro Ardimanni |
|    | Italia (bandiera) | C     | Lorenzo Barlassina   |
|    | Italia (bandiera) | A     | Alessandro Bonesso   |
|    | Italia (bandiera) | C     | Antonino Cantone     |
|    | Italia (bandiera) | C     | Pasquale Casale      |
|    | Italia (bandiera) | C     | Renzo Castagnini     |
|    | Italia (bandiera) | D     | Luigi Chiavaro       |
|    | Italia (bandiera) | D     | Francesco Ciampoli   |
|    | Italia (bandiera) | D     | Eliseo Croci         |
|    | Italia (bandiera) | A     | Franco De Falco      |
|    | Italia (bandiera) | D     | Domenico Labrocca    |

| N. |                   | Ruolo | Calciatore           |
| -- | ----------------- | ----- | -------------------- |
|    | Italia (bandiera) | A     | Michele Marino       |
|    | Italia (bandiera) | C     | Antonio Mastrangioli |
|    | Italia (bandiera) | D     | Rossano Mencacci     |
|    | Italia (bandiera) | C     | Damiano Morra        |
|    | Italia (bandiera) | D     | Pier Giuseppe Mosti  |
|    | Italia (bandiera) | D     | Rosario Picone       |
|    | Italia (bandiera) | A     | Marco Piga           |
|    | Italia (bandiera) | C     | Aldo Raimondi        |
|    | Italia (bandiera) | D     | Fabrizio Salvatori   |
|    | Italia (bandiera) | P     | Roberto Sorrentino   |
|    | Italia (bandiera) | D     | Luigi Tarallo        |

## Risultati

### Serie B

#### Girone di andata
| Rimini 14 settembre 1980 1ª giornata | Rimini            | 0 – 0 | Catania | Stadio Romeo Neri\| Arbitro: \| Parussini (Udine) \| |
| Arbitro:                             | Parussini (Udine) |       |         |                                                      |

| Catania 21 settembre 1980 2ª giornata | Catania         | 0 – 0 | Foggia | Stadio Cibali\| Arbitro: \| Facchin (Udine) \| |
| Arbitro:                              | Facchin (Udine) |       |        |                                                |

| Arbitro: | Angelelli (Terni) |

|                                       |           |  |
| Citterio 4’ Bigon 15’, 42’ Albani 67’ | Marcatori |  |

| Arbitro: | Menegali (Roma) |

|                               |           |                                           |
| Baresi 37’ (aut.) Bonesso 86’ | Marcatori | 59’ Roberto Antonelli 87’ (aut.) Ciampoli |

| Arbitro: | Milan (Treviso) |

|                              |           |                |
| Messina 7’, 61’ Bertuzzo 85’ | Marcatori | 77’ Barlassina |

| Arbitro: | Parussini (Udine) |

|                    |           |                                |
| Delneri 38’ (aut.) | Marcatori | 72’ Chiorri 79’ (rig.) Sartori |

| Arbitro: | Pairetto (Torino) |

|                              |           |  |
| Miele 59’ Ferrari 67’ (rig.) | Marcatori |  |

| Arbitro: | Benedetti (Roma) |

|                      |           |             |
| Casale 28’ Morra 55’ | Marcatori | 22’ Monelli |

| Arbitro: | Castaldi (Chieti) |

|           |           |                    |
| Mauti 44’ | Marcatori | 41’ (aut.) Cecilli |

| Arbitro: | Falzier (Treviso) |

|         |           |  |
| Piga 5’ | Marcatori |  |

| Verona 23 novembre 1980 11ª giornata | Verona      | 0 – 0 | Catania | Stadio Marcantonio Bentegodi\| Arbitro: \| Rufo (Roma) \| |
| Arbitro:                             | Rufo (Roma) |       |         |                                                           |

| Arbitro: | Esposito (Torre del Greco) |

|              |           |  |
| Labrocca 37’ | Marcatori |  |

| Arbitro: | Pirandola (Lecce) |

|                         |           |  |
| Chierico 71’ Viganò 74’ | Marcatori |  |

| Arbitro: | Magni (Bergamo) |

|           |           |                                               |
| Serena 8’ | Marcatori | 32’ Piga 46’ Mosti 71’ Bonesso 88’ Barlassina |

| Arbitro: | Paparesta (Bari) |

|                                  |           |                                     |
| Ciampoli 10’, 65’ Barlassina 50’ | Marcatori | 22’, 78’ (rig.) Calloni 90’ Bencina |

| Arbitro: | Milan (Treviso) |

|             |           |                |
| Re 17’, 85’ | Marcatori | 21’ Barlassina |

| Arbitro: | Patrussi (Arezzo) |

|                          |           |           |
| Casale 23’ Salvatori 78’ | Marcatori | 64’ Boito |

| Arbitro: | Redini (Pisa) |

|                |           |  |
| Chinellato 61’ | Marcatori |  |

| Arbitro: | Magni (Bergamo) |

|             |           |  |
| Bonesso 35’ | Marcatori |  |

#### Girone di ritorno
| Arbitro: | Pirandola (Lecce) |

|           |           |                     |
| Mosti 52’ | Marcatori | 14’ (rig.) Parlanti |

| Foggia 15 febbraio 1981 21ª giornata | Foggia         | 0 – 0 | Catania | Stadio Pino Zaccheria\| Arbitro: \| Leni (Perugia) \| |
| Arbitro:                             | Leni (Perugia) |       |         |                                                       |

| Arbitro: | Vitali (Bologna) |

|                   |           |                            |
| Morra 4’ Piga 66’ | Marcatori | 12’ Viola 50’ Mastropasqua |

| Arbitro: | Milan (Treviso) |

|                                                  |           |          |
| Buriani 8’ (rig.) 25’ Maldera 42’ Battistini 87’ | Marcatori | 65’ Piga |

| Arbitro: | Tani (Livorno) |

|           |           |                   |
| Morra 30’ | Marcatori | 32’ (rig.) Bonomi |

| Arbitro: | Magni (Bergamo) |

|               |           |  |
| Redeghieri 9’ | Marcatori |  |

| Arbitro: | Facchin (Udine) |

|                          |           |  |
| Barlassina 48’ Mosti 76’ | Marcatori |  |

| Arbitro: | Pirandola (Lecce) |

|                                       |           |                                  |
| Pallavicini 36’ Massaro 39’ Ronco 49’ | Marcatori | 40’ Morra 52’ De Falco 73’ Mosti |

| Arbitro: | Bianciardi (Siena) |

|                              |           |  |
| Salvatori 51’ Barlassina 69’ | Marcatori |  |

| Taranto 12 aprile 1981 29ª giornata | Taranto           | 0 – 0 | Catania | Stadio Erasmo Iacovone\| Arbitro: \| Patrussi (Arezzo) \| |
| Arbitro:                            | Patrussi (Arezzo) |       |         |                                                           |

| Arbitro: | Pairetto (Torino) |

|          |           |  |
| Piga 12’ | Marcatori |  |

| Arbitro: | Magni (Bergamo) |

|                       |           |  |
| Babbi 83’ Garlini 86’ | Marcatori |  |

| Arbitro: | Terpin (Trieste) |

|                |           |  |
| Barlassina 70’ | Marcatori |  |

| Arbitro: | Patrussi (Arezzo) |

|           |           |  |
| Mosti 20’ | Marcatori |  |

| Arbitro: | Prati (Parma) |

|                               |           |  |
| Ammoniaci 78’ De Stefanis 88’ | Marcatori |  |

| Arbitro: | Vitali (Bologna) |

|             |           |              |
| Bonesso 27’ | Marcatori | 7’ Bresciani |

| Arbitro: | Agnolin (Bassano del Grappa) |

|                                |           |                |
| Todesco 18’ Boito 54’ Nela 81’ | Marcatori | 15’ Castagnini |

| Arbitro: | De Marchi (Novara) |

|  |           |           |
|  | Marcatori | 57’ Silva |

| Arbitro: | Prati (Parma) |

|                                                   |           |              |
| Pagliari 28’ Briaschi 32’ (rig.) 49’ Zucchini 51’ | Marcatori | 81’ De Falco |

### Coppa Italia

#### Primo turno
| Catania 20 agosto 1980 1ª giornata | Catania       | 0 – 0 | Inter | Stadio Cibali\| Arbitro: \| Ciulli (Roma) \| |
| Arbitro:                           | Ciulli (Roma) |       |       |                                              |

| Arbitro: | Tani (Livorno) |

|                     |           |  |
| Chiavaro 25’ (aut.) | Marcatori |  |

| Arbitro: | Altobelli (Roma) |

|                                                |           |                     |
| Di Somma 5’ De Ponti 24’ Valente 32’ Juary 51’ | Marcatori | 39’ (aut.) Di Somma |

| 3 settembre 1980 4ª giornata |  | – Turno di riposo CATANIA |  |  |

| Arbitro: | Ballerini (La Spezia) |

|                     |           |                                        |
| Casale 28’ Piga 63’ | Marcatori | 17’ Calloni 72’ (aut.) Croci 82’ Conte |

## Statistiche

### Statistiche di squadra
| Competizione | Punti | In casa | In casa | In casa | In casa | In casa | In casa | In trasferta | In trasferta | In trasferta | In trasferta | In trasferta | In trasferta | Totale | Totale | Totale | Totale | Totale | Totale | DR  |
| Competizione | Punti | G       | V       | N       | P       | Gf      | Gs      | G            | V            | N            | P            | Gf           | Gs           | G      | V      | N      | P      | Gf     | Gs     | DR  |
| ------------ | ----- | ------- | ------- | ------- | ------- | ------- | ------- | ------------ | ------------ | ------------ | ------------ | ------------ | ------------ | ------ | ------ | ------ | ------ | ------ | ------ | --- |
| Serie B      | 35    | 19      | 10      | 7       | 2       | 25      | 15      | 19           | 1            | 6            | 12           | 13           | 35           | 38     | 11     | 13     | 14     | 38     | 50     | -12 |
| Coppa Italia | 1     | 2       | 0       | 1       | 1       | 2       | 3       | 2            | 0            | 0            | 2            | 1            | 5            | 4      | 0      | 1      | 3      | 3      | 8      | -5  |
| Totale       |       | 21      | 10      | 8       | 3       | 27      | 18      | 21           | 1            | 6            | 14           | 14           | 40           | 42     | 11     | 14     | 17     | 41     | 58     | -17 |

### Statistiche dei giocatori
| Giocatore       | Serie B  | Serie B | Serie B     | Serie B    | Coppa Italia | Coppa Italia | Coppa Italia | Coppa Italia | Totale   | Totale | Totale      | Totale     |
| Giocatore       | Presenze | Reti    | Ammonizioni | Espulsioni | Presenze     | Reti         | Ammonizioni  | Espulsioni   | Presenze | Reti   | Ammonizioni | Espulsioni |
| --------------- | -------- | ------- | ----------- | ---------- | ------------ | ------------ | ------------ | ------------ | -------- | ------ | ----------- | ---------- |
| A. Ardimanni    | 15       | 0       | ?           | ?          | ?            | ?            | ?            | ?            | 15+      | 0+     | ?           | ?          |
| L. Barlassina   | 38       | 7       | ?           | ?          | ?            | ?            | ?            | ?            | 38+      | 7+     | ?           | ?          |
| A. Bonesso      | 30       | 4       | ?           | ?          | ?            | ?            | ?            | ?            | 30+      | 4+     | ?           | ?          |
| A. Cantone      | 1        | 0       | ?           | ?          | ?            | ?            | ?            | ?            | 1+       | 0+     | ?           | ?          |
| P. Casale       | 36       | 2       | ?           | ?          | ?            | ?            | ?            | ?            | 36+      | 2+     | ?           | ?          |
| R. Castagnini   | 28       | 1       | ?           | ?          | ?            | ?            | ?            | ?            | 28+      | 1+     | ?           | ?          |
| L. Chiavaro     | 9        | 0       | ?           | ?          | ?            | ?            | ?            | ?            | 9+       | 0+     | ?           | ?          |
| F. Ciampoli     | 26       | 2       | ?           | ?          | ?            | ?            | ?            | ?            | 26+      | 2+     | ?           | ?          |
| E. Croci        | 31       | 0       | ?           | ?          | ?            | ?            | ?            | ?            | 31+      | 0+     | ?           | ?          |
| F. De Falco     | 22       | 2       | ?           | ?          | ?            | ?            | ?            | ?            | 22+      | 2+     | ?           | ?          |
| D. Labrocca     | 22       | 1       | ?           | ?          | ?            | ?            | ?            | ?            | 22+      | 1+     | ?           | ?          |
| M. Marino       | 3        | 0       | ?           | ?          | ?            | ?            | ?            | ?            | 3+       | 0+     | ?           | ?          |
| A. Mastrangioli | 14       | 0       | ?           | ?          | ?            | ?            | ?            | ?            | 14+      | 0+     | ?           | ?          |
| R. Mencacci     | 3        | 0       | ?           | ?          | ?            | ?            | ?            | ?            | 3+       | 0+     | ?           | ?          |
| D. Morra        | 38       | 4       | ?           | ?          | ?            | ?            | ?            | ?            | 38+      | 4+     | ?           | ?          |
| P. Mosti        | 26       | 5       | ?           | ?          | ?            | ?            | ?            | ?            | 26+      | 5+     | ?           | ?          |
| R. Picone       | 1        | 0       | ?           | ?          | ?            | ?            | ?            | ?            | 1+       | 0+     | ?           | ?          |
| M. Piga         | 36       | 5       | ?           | ?          | ?            | ?            | ?            | ?            | 36+      | 5+     | ?           | ?          |
| A. Raimondi     | 17       | 0       | ?           | ?          | ?            | ?            | ?            | ?            | 17+      | 0+     | ?           | ?          |
| F. Salvatori    | 23       | 2       | ?           | ?          | ?            | ?            | ?            | ?            | 23+      | 2+     | ?           | ?          |
| R. Sorrentino   | 38       | -50     | ?           | ?          | ?            | ?            | ?            | ?            | 38+      | -50+   | ?           | ?          |
| L. Tarallo      | 16       | 0       | ?           | ?          | ?            | ?            | ?            | ?            | 16+      | 0+     | ?           | ?          |